# Bystropogon plumosus
Bystropogon plumosus es una especie de planta herbácea de la familia de las lamiáceas. Es originaria de Macaronesia.

## Descripción
Se diferencia dentro del género por las ramas y peciolos, con indumento largo, sus hojas con fuerte olor mentolado y por sus flores, que se disponen en panículas  con ramificación dicótoma.

## Distribución y hábitat
Bystropogon plumosus es un endemismo tinerfeño.

## Taxonomía
Bystropogon plumosus fue descrita por L.f. L'Hér. y publicado en Sertum Anglicum 19. 1789[1788].
Etimología
Bystropogon: nombre genérico que podría derivar del griego bystros, que significa "cerrado" y pogon, que significa "barba", haciendo referencia a que la corola de las flores está cubierta de pelos.
plumosus: epíteto que alude a los pelos que aparecen en la planta.
Sinonimia
- Mentha plumosa L.f., Suppl. Pl.: 273 (1782).[2]

## Nombres comunes
Se conoce como "poleo peludo".